# Cremastobaeus aureus
Cremastobaeus aureus är en stekelart som först beskrevs av Alan Parkhurst Dodd 1913.  Cremastobaeus aureus ingår i släktet Cremastobaeus och familjen Scelionidae. Inga underarter finns listade i Catalogue of Life.